# Декрет проти комунізму
Декрет проти комунізму — декрет Верховної Священної Конгрегації Священної Канцелярії від 28 червня (1 липня) 1949 року (затверджений папою Пієм XII, опубліковано у виданні AAS 41 (1949) 334), яким було формально проголошено відлучення віруючих від Римо-Католицької церкви за прийняття комуністичного вчення та його пропаганду, за членство в комуністичній партії, співпрацю з нею, за читання і поширення її преси, на тій підставі, що комунізм являє собою «матеріалістичне та антихристиянське вчення», а комуністичні лідери «і вченням, і діями ворожі до Бога, до істинної релігії і до Церкви Христової».

## Сучасний стан
Документ зберігає свою силу до сьогодні. Він був підтверджений в 1962 році папою римським Іоанном XXIII, який відлучив лідера кубинської революції Фіделя Кастро від церкви за атеїстичну політику на Кубі[неавторитетне джерело][неавторитетне джерело].